# Glicherie Tănase
Sfântul Glicherie Tănase (născut Gheorghe Tănase; n. 21 februarie/4 martie 1892, Mihoveni, România – d. 28 iunie 1985, Mănăstirea Slătioara, Suceava, România) a fost un cleric român, fondatorul și al 2-lea mitropolit al Bisericii Ortodoxe Române de Stil Vechi.

## Biografie
S-a născut la 9 februarie 1892, în satul Mihoveni, nu departe de Suceava, în familia țăranilor Nicolae și Rahila. El a fost botezat în cinstea Sfântului Gheorghe.
Rămânând orfan de părinți la 7 ani, după ce i-a murit tatăl și a fost părăsit de mamă, a rămas sub îngrijirea fratelui tatălui, Ilarion Tănase, care de mic a cultivat în Gheorghe credința în Dumnezeu.
De mic copil, Gheorghe dorea să devină călugăr, și, în anul 1916, la vârsta de 25 de ani, a fost primit la Mănăstirea Cetățuia din Iași. După puțin timp el este tuns în monahism cu numele Glicherie, ca ulterior să fie fost hirotonit drept ieromonah în catedrala mitropolitană din Mănăstirea Neamț.
Pentru ca să conducă schitul, i-a venit în ajutor ierodiaconul David Bidașcu, cu care ulterior s-a împrietenit.
În octombrie 1924 Biserica Ortodoxă Română a trecut oficial la calendarul nou, ziua de 1 octombrie devenind 14 octombrie, dar ieromonahul Glicherie, ierodiaconul David și doisprezece locuitori ai schitului Pocrov au continuat să oficieze slujbele conform calendarului vechi. În curând, la schit a ajuns o scrisoare a ieromonahului Arsenie Cotea, care îndemna toți ortodocșii români să se împotrivească reformei calendaristice, pe care o considera o capitulare în fața catolicismului.
Episcopul Nicodim Munteanu, viitorul patriarh, l-a invitat la el pe ieromonahul Glicherie. Preasfințitul Nicodim a încercat să-l convingă să nu se împotrivească reformei calendaristice, promițându-i în schimb că-l va face stareț asupra schitului de alături, Vovidenia. După ce Sfântul Glicherie și ieroschimonahul David s-au sfătuit, ei au respins propunerea, retrăgându-se la Râpa lui Coroi, ce se afla în apropierea schitului Sihla. Acolo ei au construit un bordei, unde și-au petrecut iarna. La primăvara anului 1926 ei au ridicat un sălaș cu trei camere, dintre care una a fost folosită drept capelă.
Cu trei zile înainte de moarte Sfântul Ierarh Glicherie i-a chemat la el pe frații din mănăstire și pe toți credincioșii din satul Slătioara și și-a luat rămas bun. A murit la 15 iunie 1985 la vârsta de 93 de ani. El a fost îngropat în biserica mănăstirii Slătioara.

## Canonizare
La 12 iunie 1997 mormântul lui a fost deschis, de unde au fost luate moaștele sale.
În anul 1999, conform deciziei Sinodului Bisericii Ortodoxe Române de Stil Vechi, mitropolitul Glicherie a fost canonizat de o adunare de episcopi. Canonizarea a avut loc în mănăstirea Slătioara, în prezența a unei mulțimi numeroase pe data de 15/28 iunie 1999.